# Qarqarçay
Řeka Qarqarçay (ázerbájdžánsky), arménsky Karkar (Կարկառ) se de iure nachází v Ázerbájdžánu a de facto v Náhorněkarabašské republice, v povodí Kury. Je dlouhá 115 km a území povodí je 1,490 km². Řeka pramení na Karabašské plošině ve výšce 2 080 metrů a je vytvářena soutokem řek Zarysly a Khalfali. Hlavními přítoky jsou Ballyja, Badara a Daghdaghan. Qarqarcay je rovněž významně zásobována deštěm, sněhem a podzemními vodami. Na obou březích řeky se nachází pevnost Askerans.

## Původ názvu
Jméno řeky se skládá ze dvou částí - z turkického slova çay (vyslov čaj), tj. řeka, a z arménského slova karkar (hromada kamení). Název tedy lze volně přeložit jako Kamenitá řeka.